# Oncopsis carpini
Oncopsis carpini är en insektsart som beskrevs av Sahlberg 1871. Oncopsis carpini ingår i släktet Oncopsis och familjen dvärgstritar. Arten är reproducerande i Sverige. Inga underarter finns listade i Catalogue of Life.